# Plorec-sur-Arguenon
Plorec-sur-Arguenon is een gemeente in het Franse departement Côtes-d'Armor, in de regio Bretagne. De plaats maakt deel uit van het arrondissement Dinan.

## Geografie
De oppervlakte van Plorec-sur-Arguenon bedraagt 13,5 km².
De onderstaande kaart toont de ligging van Plorec-sur-Arguenon met de belangrijkste infrastructuur en aangrenzende gemeenten.

## Demografie
Onderstaande figuur toont het verloop van het inwonertal (bron: INSEE-tellingen).

## Afbeldingen

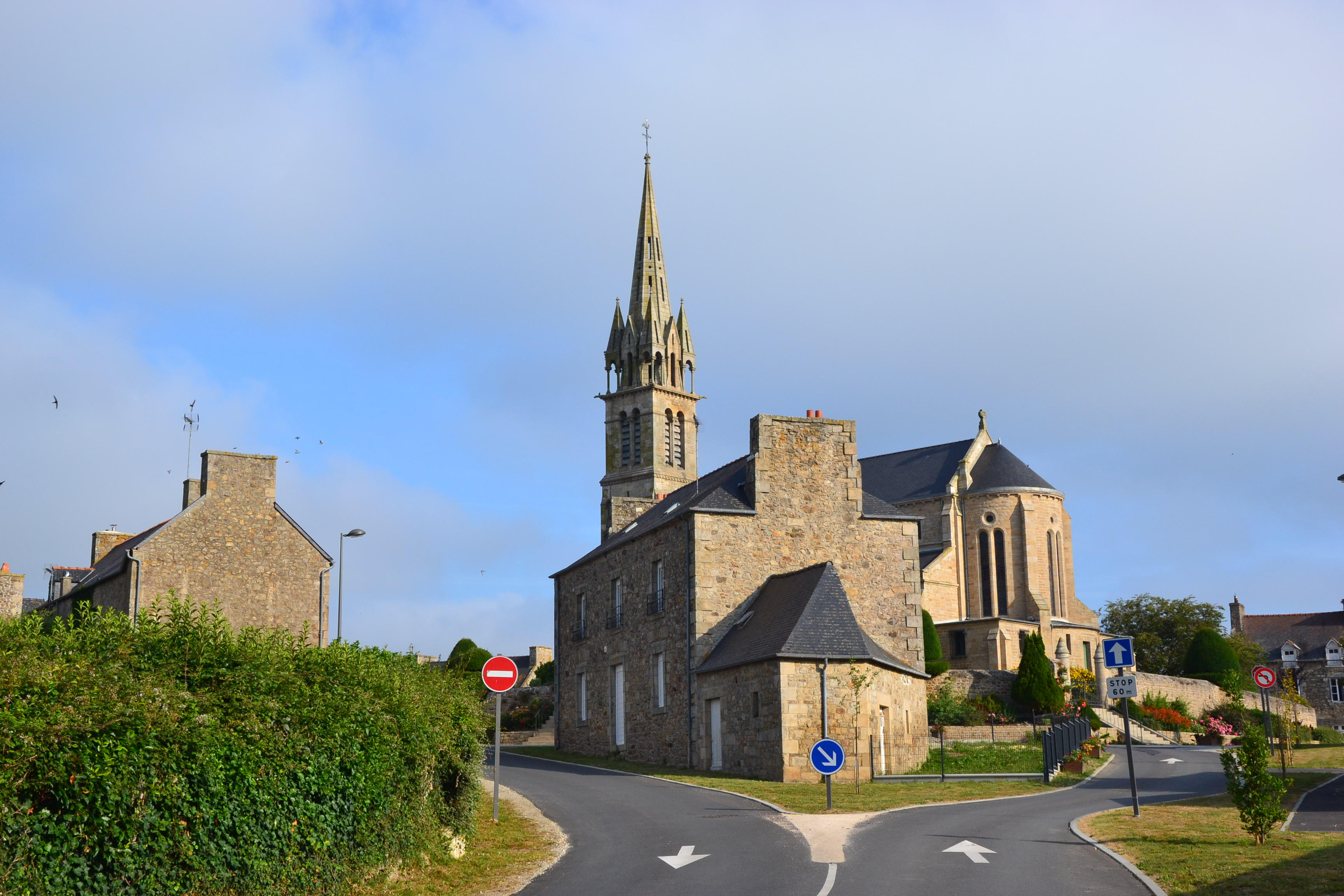
Centrum
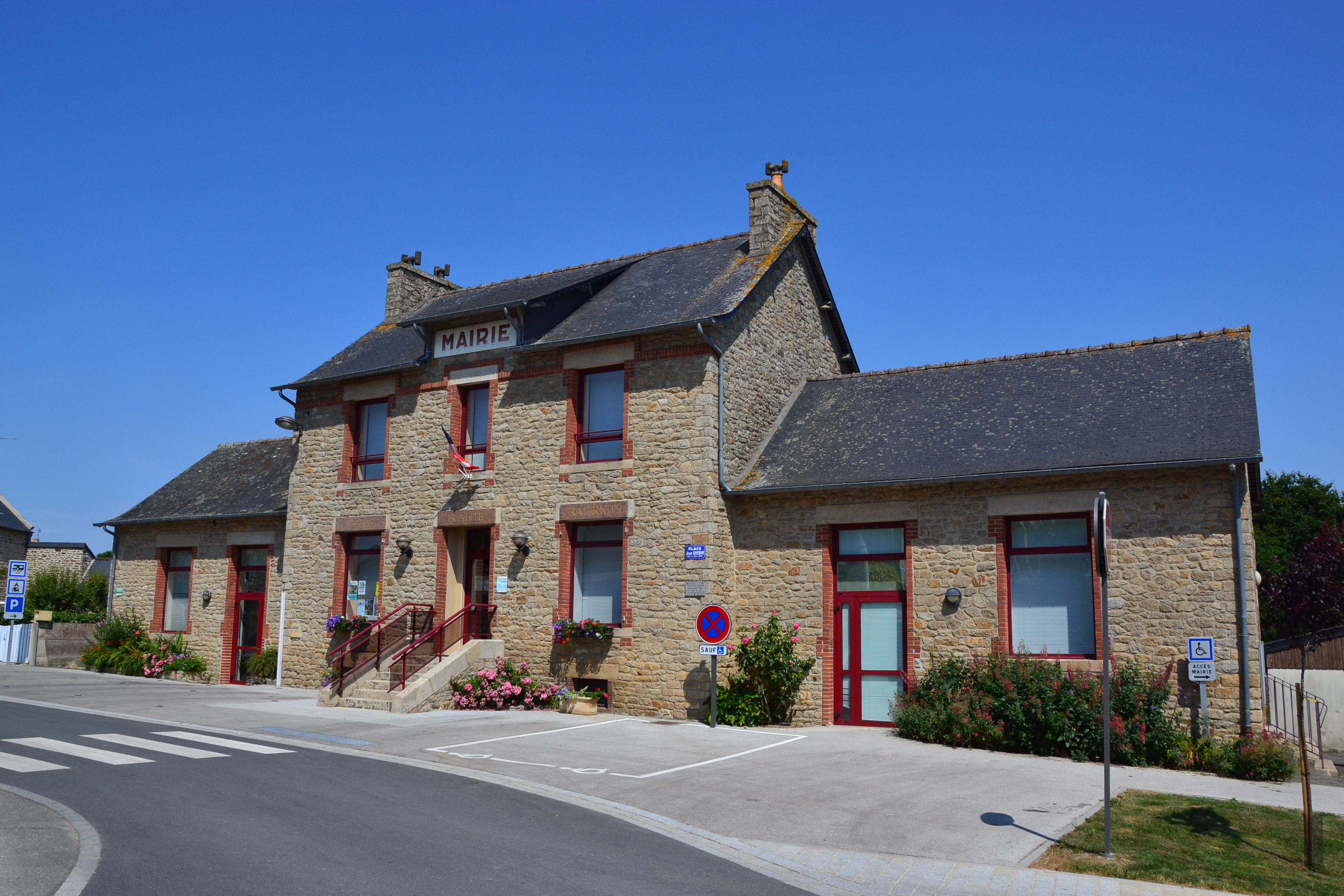
Gemeentehuis

1. ↑  Populations de référence 2022.